# Tim Giresse
Pour les articles homonymes, voir Giresse.
Pas d'image ? Cliquez ici

a Compétitions nationales et continentales officielles uniquement.

Dernière mise à jour le 24 août 2024.
Tim Giresse, né le 7 septembre 1993, est un joueur français de rugby à XV évoluant au poste d’ailier au CA Périgueux.

## Biographie
Formé au CA Sarlat puis au CA Brive où il deviendra champion de France Crabos en 2011, Tim Giresse rejoint ensuite le Biarritz olympique en 2012 et fait ses débuts avec l’équipe première contre le SU Agen en février 2015. Il signe son premier contrat professionnel en 2015,.
Après trois saisons avec l'équipe première du BO où il devient l'un des meilleurs marqueurs avec dix essais inscrits, il signe, en 2017, avec l'US Oyonnax, promu en Top 14,.
Après avoir fait quatre saisons avec Oyonnax, redescendu en Pro D2 au terme de la première saison en Top 14, il signe au Valence Romans DR en juin 2021.
Lors de l'été 2023, il rejoint le SC Albi.
En 2024, il rejoint le CA Périgueux après avoir inscrit deux essais en neuf matchs pour le club albigeois. Il dispute son premier match pour le club périgourdin lors de la première journée de Nationale 2024-2025 face au Stado Tarbes Pyrénées rugby.

## Palmarès
- Championnat de France Crabos :
  - Champion : 2011 avec le CA Brive
  - Finaliste : 2012 avec le CA Brive